# يوري ليفيتان
يوري بريسوفيتش ليفيتان (بالروسية: Юрий Борисович Левитан) كان المذيع السوفيتي الرئيسي أثناء الحرب العالمية الثانية وما بعدها. أذاع على راديو موسكو جميع الأحداث العالمية الرئيسية في عقود الأربعينيات والخمسينيات والستينيات، ويتضمن ذلك الهجوم الألماني على الاتحاد السوفيتي في 22 يونيو 1940 واستسلام ألمانيا في 9 مايو 1945، ووفاة يوسف ستالين في 5 مارس 1953 وصعود أول إنسان إلى الفضاء في 12 أبريل 1961.

## السيرة
ولد يوري ليفيتان لعائلة يهودية في فلاديمير، كان أبوه خياطًا وأمه ربة منزل. سافر يوري إلى موسكو في أوائل الثلاثينيات أملًا في أن يصبح ممثلًا، لكنه رُفض بسبب لهجته الريفية. إلا أنه، ونظرًا لامتلاكه صوتًا عميقًا مميزًا، فقد تمكن من الحصول على عمل في محطة إذاعية في موسكو. وبعدما استمع إليه يوسف ستالين، أمر بأن يقرأ يوري جميع النشرات الإعلامية. بهذا أصبح يوري شخصية الإذاعة الأولى في الاتحاد السوفيتي في ذلك الوقت.